# Limbach (Slovaquie)
Pour les articles homonymes, voir Limbach.
Limbach est un village de Slovaquie situé dans la région de Bratislava.

## Histoire
Première mention écrite du village en 1390.

## Démographie

### Évolution de la population
| Année:               | 1994. | 2004.    | 2014.    | 2024.    |
| -------------------- | ----- | -------- | -------- | -------- |
| Nombre de personnes: | 913   | 1337     | 1908     | 2428     |
| Différence:          |       | +46,44 % | +42,70 % | +27,25 % |

| Année:               | 2023. | 2024.   |
| -------------------- | ----- | ------- |
| Nombre de personnes: | 2423  | 2428    |
| Différence:          |       | +0,20 % |

## Économie
Présence de vignoble sur les coteaux des Petites Carpates.